# 7인의 신부
《7인의 신부》는 1998년 8월 17일부터 1998년 10월 16일까지 방영된 SBS 일일드라마로, 상반된 두 집안 사이에서 일어나는 일상의 사건들을 중심으로 날씨처럼 변화무상한 우리네 삶의 이야기를 그렸다.
이 드라마는 당초 120회 분량으로 방송될 계획이었으나 중견 연기자들의 높은 출연료와 7~8%대의 저조한 시청률로 인해 조기 종영되었다.

## 등장 인물

### 중년 세대
- 박근형 : 장군 역
- 여운계 : 나갑순 역 - 한식집 주인
- 임현식 : 임마 역
- 김영애 : 한마리 역
- 백일섭 : 유달리 역
- 전원주 : 한주리 역 - 갑순의 딸
- 정종준 : 장비 역
- 김용선 : 오희려 역
- 양희경 : 장미 역
- 이효정 : 하필 역
- 금보라 : 한예리 역
- 김일우 : 장면 역

### 젊은 세대
- 조민기 : 장구 역
- 염정아 : 수정 역
- 최준용
- 최성준 : 방정 역
- 이상아 : 애라 역
- 원기준 : 장식 역
- 이태란 : 유난희 역
- 권민중 : 유연희 역
- 김단비 : 한수영 역
- 신주리 : 맹아름 역
- 고주희 : 서지혜 역
- 우현주
- 김유리 : 한성희 역
- 권혁종 : 이상우 역

### 그 외 인물
- 박형준 : 하찬호 역
- 김명수
- 윤기원
- 이재포
- 김지영
- 박은정 : 윤정숙 역
- 강용석
- 김세윤
- 유호선
- 원숙희
- 라재웅
- 옥승일
- 오아랑
- 최지나
- 정나온
- 맹호림
- 정하완
- 김명국
- 김린
- 송채환
- 송나영
- 이아현
- 김혜선
- 정원중
- 이원발
- 이미경
- 이청
- 박은혜
- 이주희
- 고용화
- 김승환
- 박찬환
- 이종남
- 방은희
- 김주승
- 김지남
- 김소연
- 조민수
- 김형자
- 한진희
- 김소원
- 유명순
- 안석환
- 양금석
- 박정수
- 심형탁
- 황광현
- 연운경
- 김정현
- 안재모
- 소지섭
- 박채림
- 박철
- 이명숙
- 이종만
- 이진우
- 이응경
- 임유진 : 차광수 역
- 김나운
- 이일화
- 이성용
- 이숙
- 이석
- 최진홍
- 최영완
- 채민희
- 전유경
- 길정화
- 김학준
- 김성은
- 노희지
- 인병국
- 유병희
- 최우혁
- 주한울
- 오태경
- 최정
- 정준
- 서재경
- 곽정욱 : 이상호 역
- 김민상
- 김태진
- 박용하
- 김찬우
- 박소현
- 임상아 : 유미 역
- 성동일
- 윤예희
- 한경선
- 한영숙
- 허진
- 황범식
- 홍진희
- 최용민
- 김주영
- 정욱
- 손민우
- 박종설
- 국정환
- 김홍석
- 김하균
- 강문영
- 김용건
- 김혜리
- 공형진 : 정 대리 역
- 김희정 : 한수정 역
- 박진성
- 이승형
- 유준상
- 황미선
- 홍여진
- 이진아
- 이한갈
- 오서운 : 강미영 역
- 임유진 : 강경희 역
- 안경용
- 성인자
- 민경조
- 편일태
- 이상훈
- 이은희
- 조선주
- 박성혜
- 신현숙
- 최성호
- 장은비
- 김명민
- 김남진
- 김충렬
- 성창훈
- 김수연
- 이상은
- 김홍표
- 권도경
- 박형재
- 임채연
- 박광현
- 송희아
- 송지은 : 한지숙 역
- 신은정 : 김윤정 역
- 양은용
- 김준우
- 김영철 : 김동균 역
- 이경화
- 김유철
- 김민조
- 김용헌
- 김주혁 : 점원 역
- 고미영 : 유미영 역
- 김미희 : 조은숙 역
- 이희정
- 조권탁 : 이상훈 역
- 방경림 : 윤진주 역
- 박미영
- 박윤현
- 황정미 : 정미숙 역
- 현규환